# Bodenleger

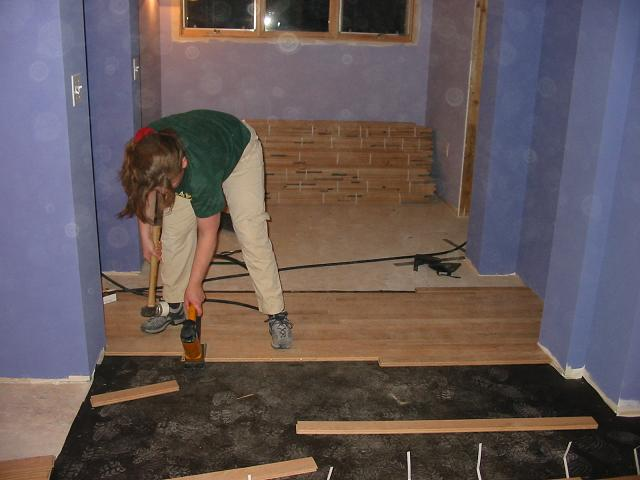
Bodenlegerin bei der Arbeit

Der Bodenleger beschäftigt sich mit dem Einbau und der Reparatur verschiedener Fußbodenarten. Bei der Tätigkeit handelt es sich um einen anerkannten Ausbildungsberuf, welcher überwiegend im Baunebengewerbe zum Einsatz kommt.

## Berufsbild
Mit dem Aufkommen großflächiger Bodenbeläge im 20. Jahrhundert entstand auch die Nachfrage nach Arbeitskräften, die die neuen Materialien verlegen konnten. Schon bald bildeten sich spezialisierte Betriebe, deren Mitarbeiter beispielsweise meist gelernte Maler oder Tapezierer waren, daneben wurden aber auch viele ungelernte Kräfte beschäftigt.
Der Beruf Bodenleger wurde erst 1965 als handwerksähnliches Gewerbe in die Anlage B der Handwerksordnung aufgenommen, ohne dass er aber als Ausbildungsberuf anerkannt wurde. Im Jahre 1982 gelang es, beim Bundesministerium für Bildung und Wissenschaft eine Verordnung über die Prüfung zum anerkannten Abschluss „Geprüfter Bodenleger“ durchzusetzen. Jahrelange Bemühungen, das Bodenlegergewerbe als Vollhandwerk zu etablieren, scheiterten an den Widerständen der tangierenden Gewerke. Erst im Zuge einer Neuordnung der Berufsausbildung im Parkettlegerhandwerk, das traditionell mit dem Bodenlegergewerbe eng zusammenarbeitet, konnte im gleichen Verfahren im Jahre 2002 der Bodenleger als Ausbildungsberuf geschaffen werden.
Seitdem ist es möglich, in Bodenlegerbetrieben oder im Bodenbelagshandel eine Ausbildung als Bodenleger zu machen. Voraussetzung für die Ausbildung von Bodenlegern ist zum einen, dass der Betrieb fachlich geeignet ist, eine Bodenlegerausbildung auf der Grundlage des Ausbildungsrahmenplans durchzuführen. Über die fachliche Eignung entscheidet die zuständige Stelle, also die Handwerkskammer oder die Industrie- und Handelskammer, je nachdem, wo der Ausbildungsbetrieb Mitglied ist. Zum anderen muss im Betrieb ein Ausbilder vorhanden sein, der seine Qualifizierung zur Ausbildung mit einer Ausbildereignungsprüfung nachweisen kann.
Bodenbelagsarbeiten gehören auch zum Berufsbild der Vollhandwerke Estrichleger, Maler, Parkettleger und Raumausstatter. Dementsprechend können die genannten Vollhandwerke nicht nur in ihrem Handwerk, sondern auch im Bodenlegergewerbe ausbilden, wenn die oben genannten Voraussetzungen erfüllt sind.

## Ausbildungsumfang im Bodenlegergewerbe
Bodenleger gestalten und verlegen elastische und textile Platten- und Bahnenbeläge, Fertigparkett und Laminatböden und setzen diese Böden instand. Sie stellen Untergrunde her und prüfen vorgefundene Untergrunde. Bei Böden mit Korkoberfläche führen sie zudem Oberflächenbehandlungen durch. Sie schließen alle Fußböden an angrenzende Bauteile an und erstellen damit einen gebrauchsfertigen Fußboden.

### Ausbildung Deutschland
Die Ausbildung dauert drei Jahre und findet im dualen System statt, d. h. in diesem Zusammenhang, im Betrieb werden die praktischen Tätigkeiten und Arbeitsabläufe (Fertigkeiten) vermittelt und in der Berufsschule die theoretischen Inhalte (Kenntnisse) und z. T. auch Fertigkeiten gelehrt.

### Ausbildung Österreich
Bodenleger ist in Österreich ein Lehrberuf mit einer dreijährigen Lehrzeit. Voraussetzung für die Aufnahme eines Lehrlings ist der Abschluss einer Hauptschule bzw. Polytechnischen Schule. Lehrlinge werden im dualen System meist von Bodenlegerbetrieben, Bodenbelagshandlungen oder Einrichtungshäusern ausgebildet. Nach Abschluss der Lehre und mit vollendetem 18. Lebensjahr kann die Meisterprüfung abgelegt werden.